# Dragør
Dragør este un oraș în Danemarca.